# Epania paulla
Epania paulla là một loài bọ cánh cứng trong họ Cerambycidae.